# 都主教
都主教（拉丁文）或稱教省首都主教，是基督教教会的一种職銜。
受到羅馬帝國的行省制度影響，各行省的行政中心都會（Metropolis）的教区主教往往會因地利而成為當地教會的領袖。由於是都會「Metropolis」的主教，因此被稱之為都主教「Metropolita」。
而在現在都主教也大多指各教省首都的主教，或是當地教會的重要領袖。在拉丁禮天主教會中被稱為總主教。而在宗主教制度形成前，都主教往往是各地東方禮教會的最高領袖，他們主持主教會議，並由教會法和聖傳授予一定的權限。

## 正教會
在正教會的聖統制體系中，都主教在不同地區及傳統中有不同的定位。在希臘正教會中都主教的階級次於總主教，也因此各地方教會的首長（Primate）大多是由總主教擔任。在斯拉夫語系的正教會（除了塞爾維亞正教會和自其分出的馬其頓正教會以外）和羅馬尼亞正教會則是相反。
然而在這兩種情況下一般的都主教都不會獲得其他同教省的附屬教區的管理權。只是在後者他們可以擔任教省主教會議的主席，即享有部分特殊權限。

## 天主教會
在天主教會，都主教所指的是管理教省的主教們，但不常作為一個頭銜使用。在天主教會的聖統制度中，複數個鄰近教區會組成一個教省，教省由一位教省首都（Metropolis）的主教領導，其他主教則被稱做附屬主教。如同前述在拉丁禮中總主教「Archbishop」這個職稱源自於對有聲望的主教的稱呼，並逐漸與羅馬帝國時代的重要都市的主教－都主教混同形成今日的聖統制度中的教省總主教「Metropolitan Archbishop」。只有少數因為歷史或地域上的重要性而在沒有附屬教區的情形下擁有總教區資格者以外，大多數的總教區都擁有教省首都的身分。更少情形下某些總教區是另一個總教區的從屬教區。因此在大多數情形下提及總主教時就是指一個教省首都主教。
現今天主教的教省首都主教的頭銜是總主教。唯一的特例是東儀天主教會的衣索比亞禮天主教會的領袖天主教阿的斯阿貝巴都總主教，該頭銜中保留著Metropolitan一詞。